# 617
617 (DCXVII) fue un año común comenzado en sábado del calendario juliano, en vigor en aquella fecha.

## Acontecimientos
- Sui Gong Di sucede a Sui Yang Di como emperador de China.
- Grasulfo II se convierte en el duque lombardo de Friuli luego del asesinato de sus sobrinos, Tasso y Kakko en Oderzo.
- Edwino de Northumbria invade y anexa el pequeño reino británico de Elmet (fecha aproximada).
- Los mecanos comienzan un boicot al clan Banu Hashim al cual perteneció el profeta islámico Mahoma. Una guerra civil comienza en Medina.
- Batalla de Bu'ath: las tribus árabes ganan una batalla contra la tribu judía de Banu Qurayza cerca del oasis de Medina.

## Nacimientos
- Wonhyo, pensador y monje budista coreano.